# Parc des officiers
Le parc des officiers (estonien : Ohvitseride park) est un parc du quartier Ülejõe de Tartu en Estonie.

## Présentation
Le parc est situé sur la pente entre Puiestee et la rue Jaama derrière l'ancienne maison des officiers.
La superficie du parc est de 8 424 m2, il servait de jardin d'été à la Maison des Officiers, où se trouvaient, entre-autres, une piste de danse et un terrain de volley. 
Une aire de jeux pour enfants et un jardin communautaire y sont prévus.
Maari Soekov et Sandra Ruudu ont réalisé une peinture murale sur les murs des garages bordant le parc,,.
En hiver, une piste de luge est aménagée dans le parc.
Le nom du parc vient de son emplacement dans le quartier des officiers créé dans la seconde moitié des années 1950.